# 奥原國雄
奥原 國雄（おくはら くにお、1941年（昭和16年）1月10日 - ）は、日本の実業家。ケムコ商事代表取締役会長。

## 経歴
広島県呉市出身。広島県呉阿賀高等学校卒業。1963年、立教大学経済学部卒業。1978年、呉青年会議所第26代理事長。1992年、コトブキ技研工業社長に就任する。

## 人物
趣味はゴルフ、囲碁。住所は広島県呉市和庄登町、西中央5丁目。